# Teorema de Radon–Nikodym
En matemàtiques, el teorema de Radon–Nikodym és un resultat en teoria de la mesura que expressa la relació entre dues mesures definides en un cert espai mesurable. Una mesura és una funció de conjunt que assigna una magnitud consistent a subconjunts mesurables d'un espai mesurable. Exemples de mesura inclouen l'àrea i el volum, on els subconjunts són conjunts de punts; o la probabilitat d'un esdeveniment, que és un subconjunt de possibles resultats en un espai de probabilitat més ampli.
Una manera de derivar una nova mesura a partir d'una que és donada és assignar una densitat a cada punt de l'espai, llavors integrar al llarg del subconjunt mesurable d'interès. Això es pot expressar com
{\displaystyle \nu (A)=\int _{A}f\,d\mu ,}
on ν és la nova mesura que s'està definint per tot subconjunt mesurable A i la funció f és la densitat en un punt donat. La integral es fa respecte a una mesura existent μ, que sol ser la mesura de Lebesgue en la recta real 'R o l'espai euclidià dn dimensions Rn (que corresponen a les nocions estàndards de longitud, àrea i volum). Per exemple, si f representés la densitat de massa i μ fos la mesura de Lebesgue en l'espai tridimensional R3, llavors ν(A) seria igual a la massa total en una regió de l'espai A.
El teorema de Radon–Nikodym afirma essencialment que, sota unes certes condicions, es pot expressar qualsevol mesura ν d'aquesta manera respecte a una altra mesura μ en el mateix espai. Així doncs, s'anomena derivada de Radon-Nikodym a la funció  f  i es denota com {\displaystyle {\tfrac {d\nu }{d\mu }}}. Una aplicació important del teorema és en teoria de la probabilitat, donant lloc a la funció de densitat de probabilitat d'una variable aleatòria.
El teorema duu el nom de Johann Radon, que va demostrar el teorema per un cas especial en què l'espai subjacent és Rn l'any 1913, i d'Otto Nikodym que va demostrar-ne el cas general l'any 1930. Al 1936 Hans Freudenthal va generalitzar el teorema de Radon–Nikodym demostrant el teorema espectral de Freudenthal, un resultat en la teoria dels espais de Riesz; aquest conté el teorema de Radon–Nikodym com a cas especial.
Es diu que un espai de Banach Y té la propietat de Radon–Nikodym si la generalització del teorema de Radon–Nikodym també hi aplica, mutatis mutandis, per funcions amb valors en Y. Tots els espais de Hilbert tenen la propietat de Radon–Nikodym.

## Descripció formal

### Teorema de Radon–Nikodym
El teorema de Radon–Nikodym implica un espai mesurable {\displaystyle (X,\Sigma )} en què hi ha definides dues mesures σ-finites, {\displaystyle \mu } i {\displaystyle \nu .}
Afirma que, si {\displaystyle \nu \ll \mu } (és a dir, si {\displaystyle \nu } és absolutament contínua respecte {\displaystyle \mu }), llavors existeix una funció {\displaystyle \Sigma }-mesurable {\displaystyle f:X\to [0,\infty ),} tal que tot conjunt mesurable {\displaystyle A\subseteq X,}
{\displaystyle \nu (A)=\int _{A}f\,d\mu .}

### Derivada de Radon–Nikodym
La funció {\displaystyle f} que satisfà la identitat de més amunt és definida únicament llevat del conjunt de mesura nul·la de {\displaystyle \mu }, és a dir, si {\displaystyle g} és una altra funció que també satisfà la mateixa propietat, llavors {\displaystyle f=g} {\displaystyle \mu }-gairebé pertot. S'escriu habitualment la funció {\displaystyle f} com {\frac {d\nu }{d\mu }} i s'anomena la derivada de Radon–Nikodym. La tria de la notació i el nom de la funció reflexa el fet que la funció és anàloga a la derivada en càlcul en el sentit que descriu el ritme de canvi de la densitat d'una mesura respecte d'una altra (igual com s'utilitza el determinant jacobià en integració multivariable).